# 嘉義市私立仁義高級中學
嘉義市私立仁義高級中學，簡稱仁義高中，為一所位於台灣嘉義市東區的私立高中，原爲紀念民國教育家吳稚暉所設立的。

## 校史
- 1958年，李石曾與鄧傳楷爲紀念吳稚暉籌設私立稚暉初級中學，1960年獲准設立。[1]
- 1964年增設高中，改制爲稚暉中學。
- 1986年改制為稚暉高級工業家事職業學校。
- 1996年改制為仁義高級中學，並附設國中部。2006年裁撤國中部。[2]
- 2009年9月成立棒球隊，每年均参加臺灣各項重要青棒賽事，如高中聯賽等。[3]

## 外部連結
- （繁體中文）嘉義市私立仁義高級中學（页面存档备份，存于）
- 嘉義市私立仁義高級中學在台灣棒球維基館上的頁面（繁體中文）